# 1996-os Eurovíziós Dalfesztivál
Az 1996-os Eurovíziós Dalfesztivál volt a negyvenegyedik Eurovíziós Dalfesztivál, melynek Norvégia fővárosa, Oslo adott otthont. A helyszín az oslói Spektrum Aréna volt.

## A résztvevők
Először a verseny történetében – a házigazda Norvégia kivételével – mindegyik indulni kívánó országnak részt kellett venni egy selejtezőn. A verseny előtt néhány hónappal mindegyik ország zsűrije megkapta a dalok hangfelvételeit, majd az alapján szavaztak. Az összesített lista első huszonkettő helyezettje vehetett részt az oslói versenyen. Az ötlet nem vált be, hiszen így néhány ország feleslegesen rendezett nemzeti döntőt, ezért ez az egyetlen év, hogy ezt a formátumot alkalmazták.
A magyar induló Delhusa Gjon volt, aki Fortuna című dalával a Magyar Televízió által rendezett nemzeti döntőn nyerte el az indulás jogát. A dalcím ellenére roppant balszerencsés módon maradt le a nemzetközi döntőről: a finn indulóval holtversenyben végzett a huszonkettedik helyen, de Finnország kapta meg az utolsó továbbjutó helyet, mert több magas pontszámot kapott.
Először vett volna részt Észak-Macedónia, de kiestek a selejtezőn. Nagy meglepetés volt az előzetesen esélyesnek tartott Németország kudarca is. Ez a dalverseny történetében az egyetlen alkalom, hogy nem volt német dal a döntőben. Az EBU sem örült a nagyszámú német közönség elvesztésének, ezért módosítottak a szabályokon: 1997-től átlagpontok segítségével választották ki a résztvevőket, majd 1999-ben bevezették a Négy Nagy státuszt, amely automatikus helyet biztosított a döntőben a verseny négy legnagyobb finanszírozójának, az Egyesült Királyságnak, Franciaországnak, Németországnak és Spanyolországnak. A Négy Nagy státusz 2011-ben Öt Nagy-ra bővült, mivel ekkor, 1997 után visszatért a versenybe Olaszország.
Elisabeth Andreassent érte az a megtiszteltetés, hogy képviselje a házigazda Norvégiát. Számára ez már a negyedik szereplés volt. Korábban 1982-ben vett részt – bár akkor Svédországot képviselte –, majd 1985-ben megnyerte a versenyt, míg 1994-ben a hatodik helyen végzett. Ezúttal pedig a második helyen zárt. Rajta kívül 1989 után másodszor vett részt a görög Mariána Efsztratíu is.

## A verseny
A norvég szervezők két újítással próbálkoztak, ezek azonban nem váltak hagyománnyá. Először a verseny történetében mindegyik dal előtt lejátszottak egy bejátszást, melyben az adott ország egy elöljárója – főleg elnökök, miniszterelnökök – kívántak sok szerencsét az indulóknak. A másik újítás a rendkívül látványos, háromdimenziós pontozótábla volt.
Ez volt az első alkalom, hogy Franciaország dala nem franciául, hanem breton nyelven hangzott el.
A verseny Magyarországon élőben volt látható az MTV 2-n. A közvetítés kommentátora Vágó István volt.

## A szavazás
A szavazási rendszer megegyezett az 1980-as versenyen bevezetettel. Minden ország a kedvenc 10 dalára szavazott, melyek 1-8, 10 és 12 pontot kaptak. A szóvivők növekvő sorrendben hirdették ki a pontokat.
A házigazda Norvégia a második helyen végzett, azonban egyik zsűritől sem kaptak maximális pontot, így az I evighet című dal egy rekordot tudhat magáénak: a legjobb helyezést elérő dal, amely egy 12 pontot sem kapott.
Először fordult elő, hogy egy pontbejelentő (a házigazda norvég) a helyszínről jelentette be az ország pontjait.
Írország hetedik győzelmét aratta, mely rekordnak számít. A győztes, hagyományos kelta zenén alapuló dal azonban csak Írországban és az Egyesült Királyságban került fel a slágerlistára: harmadik és negyvenedik helyig jutott. Ezzel szemben Gina G Ooh Aah… Just A Little Bit című dala – mely csak a nyolcadik helyet kapta a zsűriktől –, világsláger lett, Japánban listavezető volt, az amerikai Billboard Hot 100 listán a tizenkettedik helyig jutott és Grammy-díjra is jelölték az énekesnőt. A következő 1997-es Eurovíziós Dalfesztiválon, bár még csak néhány országban, már bevezették a zsűrik helyett a telefonos szavazást.

## Térkép

Részt vevő országok
A selejtezőben kiesett országok
Országok, melyek korábban részt vettek, de ebben az évben nem

## Eredmények
| #  | Ország              | Nyelv       | Előadó                               | Dal                               | Magyar fordítás              | Helyezés | Pontszám |
| -- | ------------------- | ----------- | ------------------------------------ | --------------------------------- | ---------------------------- | -------- | -------- |
| 01 | Törökország         | török       | Şebnem Paker                         | Beşinci mevsim                    | Az ötödik évszak             | 12.      | 57       |
| 02 | Egyesült Királyság  | angol       | Gina G                               | Ooh Aah… Just a Little Bit        | Uh, ah… még egy kicsit       | 8.       | 77       |
| 03 | Spanyolország       | spanyol     | Antonio Carbonell                    | ¡Ay, qué deseo!                   | Ó, micsoda vágy!             | 20.      | 17       |
| 04 | Portugália          | portugál    | Lúcia Moniz                          | O meu coração não tem cor         | A szívemnek nincsen színe    | 6.       | 92       |
| 05 | Ciprus              | görög       | Konsztandínosz Hrisztofóru           | Móno ja masz                      | Csak nekünk                  | 9.       | 72       |
| 06 | Málta               | angol       | Miriam Christine                     | In A Woman’s Heart                | Egy nő szívében              | 10.      | 68       |
| 07 | Horvátország        | horvát      | Maja Blagdan                         | Sveta ljubav                      | Szent szerelem               | 4.       | 98       |
| 08 | Ausztria            | vorarlbergi | George Nussbaumer                    | Weil’s dr guat got                | Jól megy most neked          | 10.      | 68       |
| 09 | Svájc               | francia     | Kathy Leander                        | Mon cœur l’aime                   | A szívem szereti őt          | 16.      | 22       |
| 10 | Görögország         | görög       | Mariana Efstratiou                   | Emeis forame to himona anixiatika | Tavaszi ruhát viselünk télen | 14.      | 36       |
| 11 | Észtország          | észt        | Maarja-Liis Ilus és Ivo Linna        | Kaelakee hääl                     | Nyaklánc hangja              | 5.       | 94       |
| 12 | Norvégia            | norvég      | Elisabeth Andreassen                 | I evighet                         | Örökké                       | 2.       | 114      |
| 13 | Franciaország       | breton      | Dan Ar Braz és L’Héritage des Celtes | Diwanit bugale                    | Talán megszületik a gyermek  | 19.      | 18       |
| 14 | Szlovénia           | szlovén     | Regina                               | Dan najlepših sanj                | A legszebb álom napja        | 21.      | 16       |
| 15 | Hollandia           | holland     | Maxine és Franklin Brown             | De eerste keer                    | Az első alkalom              | 7.       | 78       |
| 16 | Belgium             | holland     | Lisa del Bo                          | Liefde is een kaartspel           | A szerelem egy kártyajáték   | 16.      | 22       |
| 17 | Írország            | angol       | Eimear Quinn                         | The Voice                         | A hang                       | 1.       | 162      |
| 18 | Finnország          | finn        | Jasmine                              | Niin kaunis on taivas             | Milyen szép az égbolt        | 23.      | 9        |
| 19 | Izland              | izlandi     | Anna Mjöll                           | Sjúbídú                           | Subidú                       | 13.      | 51       |
| 20 | Lengyelország       | lengyel     | Kasia Kowalska                       | Chcę znać swój grzech             | Tudni akarom a bűnömet       | 15.      | 31       |
| 21 | Bosznia-Hercegovina | bosnyák     | Amila Glamočak                       | Za našu ljubav                    | Szerelmünkért                | 22.      | 13       |
| 22 | Szlovákia           | szlovák     | Marcel Palonder                      | Kým nás máš                       | Amíg ott vagyunk neked       | 18.      | 19       |
| 23 | Svédország          | svéd        | One More Time                        | Den vilda                         | A vad                        | 3.       | 100      |

## Ponttáblázat
|                     | Zsűrik      | Zsűrik             | Zsűrik        | Zsűrik     | Zsűrik              | Zsűrik | Zsűrik       | Zsűrik   | Zsűrik | Zsűrik      | Zsűrik     | Zsűrik   | Zsűrik        | Zsűrik    | Zsűrik    | Zsűrik  | Zsűrik   | Zsűrik     | Zsűrik | Zsűrik        | Zsűrik       | Zsűrik    | Zsűrik     | Zsűrik |
| Össz                | Törökország | Egyesült Királyság | Spanyolország | Portugália | Ciprusi Köztársaság | Málta  | Horvátország | Ausztria | Svájc  | Görögország | Észtország | Norvégia | Franciaország | Szlovénia | Hollandia | Belgium | Írország | Finnország | Izland | Lengyelország | Bosznia 1998 | Szlovákia | Svédország |        |
| ------------------- | ----------- | ------------------ | ------------- | ---------- | ------------------- | ------ | ------------ | -------- | ------ | ----------- | ---------- | -------- | ------------- | --------- | --------- | ------- | -------- | ---------- | ------ | ------------- | ------------ | --------- | ---------- | ------ |
| Törökország         | 57          |                    | 6             | 8          |                     |        | 10           | 1        |        | 6           |            |          |               | 4         |           | 7       | 5        |            | 5      |               |              | 5         |            |        |
| Egyesült Királyság  | 77          | 3                  |               |            | 12                  | 1      | 6            | 7        | 3      | 4           |            | 2        |               | 8         |           |         | 12       | 3          |        | 4             |              |           | 6          | 6      |
| Spanyolország       | 17          |                    |               |            |                     | 2      | 5            | 4        |        |             | 6          |          |               |           |           |         |          |            |        |               |              |           |            |        |
| Portugália          | 92          | 5                  | 2             |            |                     | 12     |              | 10       | 1      | 10          | 5          |          | 12            | 5         |           | 6       | 6        |            | 3      | 10            |              | 1         |            | 4      |
| Ciprus              | 72          |                    | 12            | 7          | 3                   |        | 2            | 8        | 2      | 5           | 12         |          |               | 2         |           |         |          | 1          | 6      |               |              |           | 10         | 2      |
| Málta               | 68          | 10                 |               | 10         |                     |        |              | 12       |        |             | 8          |          | 1             |           | 4         |         |          |            |        |               | 6            |           | 12         | 5      |
| Horvátország        | 98          | 8                  | 4             | 5          | 10                  | 8      | 7            |          |        | 1           | 1          | 6        | 7             |           | 3         | 5       | 4        | 6          |        | 5             | 2            | 10        | 5          | 1      |
| Ausztria            | 68          | 4                  |               |            | 5                   |        | 12           |          |        |             | 2          | 7        |               | 12        | 1         |         |          | 8          |        |               | 8            | 6         | 3          |        |
| Svájc               | 22          |                    | 3             |            |                     |        |              |          |        |             |            |          |               |           | 2         | 4       | 2        | 4          | 4      | 3             |              |           |            |        |
| Görögország         | 36          |                    | 7             |            |                     | 10     | 1            |          |        | 2           |            |          | 3             |           |           | 1       |          |            |        |               | 1            |           | 8          | 3      |
| Észtország          | 94          |                    | 10            | 4          |                     | 7      |              |          | 5      |             |            |          | 8             | 1         | 8         | 3       |          | 2          | 12     | 12            | 10           |           |            | 12     |
| Norvégia            | 114         | 2                  | 8             |            | 2                   | 3      |              | 5        | 8      | 7           |            | 5        |               | 7         | 10        | 10      | 8        | 7          | 7      | 8             | 4            | 3         |            | 10     |
| Franciaország       | 18          |                    | 1             |            | 1                   |        |              |          |        |             |            | 3        | 4             |           |           |         | 7        |            | 2      |               |              |           |            |        |
| Szlovénia           | 16          |                    |               | 1          |                     |        |              | 6        |        |             |            |          |               |           |           |         |          |            |        | 1             |              | 8         |            |        |
| Hollandia           | 78          | 1                  |               | 6          | 7                   | 5      |              |          | 12     | 3           |            | 4        |               | 10        | 5         |         | 1        | 5          |        | 2             | 7            | 2         |            | 8      |
| Belgium             | 22          |                    | 5             | 12         |                     |        |              | 2        |        |             |            | 1        |               |           |           | 2       |          |            |        |               |              |           |            |        |
| Írország            | 162         | 12                 |               |            | 8                   | 6      | 4            |          | 7      | 12          | 10         | 12       | 10            | 6         | 12        | 12      | 3        |            | 10     |               | 12           | 12        | 7          | 7      |
| Finnország          | 9           |                    |               |            |                     |        |              |          |        |             |            |          | 2             |           |           |         |          |            |        | 7             |              |           |            |        |
| Izland              | 51          |                    |               | 3          | 6                   |        |              |          | 6      |             | 3          | 8        | 5             |           | 6         |         |          | 10         |        |               | 3            |           | 1          |        |
| Lengyelország       | 31          | 7                  |               |            |                     | 4      |              |          | 4      |             | 7          |          |               |           |           |         |          |            |        |               |              | 7         | 2          |        |
| Bosznia-Hercegovina | 13          | 6                  |               |            |                     |        | 3            | 3        |        |             |            |          |               |           |           |         |          |            | 1      |               |              |           |            |        |
| Szlovákia           | 19          |                    |               | 2          |                     |        | 8            |          |        |             | 4          |          |               |           |           |         |          |            |        |               | 5            |           |            |        |
| Svédország          | 100         |                    |               |            | 4                   |        |              |          | 10     | 8           |            | 10       | 6             | 3         | 7         | 8       | 10       | 12         | 8      | 6             |              | 4         | 4          |        |

## Visszatérő előadók
| Előadó               | Ország      | Előző év(ek)                                                                            |
| -------------------- | ----------- | --------------------------------------------------------------------------------------- |
| Mariána Efsztratíu   | Görögország | 1989                                                                                    |
| Elisabeth Andreassen | Norvégia    | 1982 (Chips tagjaként, Svédország színeiben) 1985 (Bobbysocks tagjaként, győztes), 1994 |

## A cél: Oslo
A magyar nemzeti döntőt a Magyar Televízió a budapesti High Life discóban rendezte 1996. február 24-én, melyet az MTV 1 közvetített. A műsorvezető Vágó István volt. A győztest 5 regionális zsűri választotta ki, melyek 10, 7, 5, 3 és 1 pontot adtak az öt kedvenc daluknak.

### Eredmények
| #  | Előadó                       | Dal                 | Helyezés | Pontszám |
| -- | ---------------------------- | ------------------- | -------- | -------- |
| 1  | Lancelot                     | Fény és árnyék      | 8.       | 6        |
| 2  | Bon-Bon                      | Egy rossz dobás     | 5.       | 8        |
| 3  | Bokodi Boglárka              | Egyedül a szél      | 5.       | 8        |
| 4  | Banjoe                       | Zöldszemű lány      | 11.      | 0        |
| 5  | Lui                          | Élhetnénk szépen    | 9.       | 4        |
| 6  | Te & Én                      | Te meg én           | 11.      | 0        |
| 7  | Tanita                       | Egy régi dal        | 4.       | 18       |
| 8  | Delhusa Gjon                 | Fortuna             | 1.       | 38       |
| 9  | Éliás Gyula                  | Jó éjszakát!        | 9.       | 4        |
| 10 | Krassy Renáta                | Várlak még          | 3.       | 26       |
| 11 | Judy                         | Utazás a szerelembe | 5.       | 8        |
| 12 | Bodnár Attila                | Szív és vér         | 11.      | 0        |
| 13 | Maxi és a Szirének           | Győzni tudsz        | 11.      | 0        |
| 14 | Sárközi Anita és Szalóki Ági | Szerelmes dal       | 2.       | 30       |

## A selejtező
| Ország              | Nyelv       | Előadó                               | Dal                                | Magyar fordítás              | Helyezés | Pontszám |
| ------------------- | ----------- | ------------------------------------ | ---------------------------------- | ---------------------------- | -------- | -------- |
| Ausztria            | vorarlbergi | George Nussbaumer                    | Weil’s dr guat got                 | Jól megy most neked          | 6.       | 80       |
| Belgium             | holland     | Lisa Del Bo                          | Liefde is een kaartspel            | A szerelem egy kártyajáték   | 12.      | 45       |
| Bosznia-Hercegovina | bosnyák     | Amila Glamočak                       | Za našu ljubav                     | Szerelmünkért                | 21.      | 29       |
| Ciprus              | görög       | Konsztandínosz Hrisztofóru           | Móno ja masz                       | Csak nekünk                  | 15.      | 42       |
| Dánia               | dán         | Dorthe Andersen és Martin Loft       | Kun med dig                        | Csak veled                   | 25.      | 22       |
| Egyesült Királyság  | angol       | Gina G                               | Ooh Aah… Just a Little Bit         | Uh, ah… még egy kicsit       | 3.       | 153      |
| Észak-Macedónia     | macedón     | Kaliopi                              | Samo ti                            | Csak te                      | 26.      | 14       |
| Észtország          | észt        | Maarja-Liis Ilus és Ivo Linna        | Kaelakee hääl                      | Nyaklánc hangja              | 5.       | 106      |
| Finnország          | finn        | Jasmine                              | Niin kaunis on taivas              | Milyen szép az égbolt        | 22.      | 26       |
| Franciaország       | breton      | Dan Ar Braz és L’Héritage des Celtes | Diwanit Bugale                     | Talán megszületik a gyermek  | 11.      | 55       |
| Görögország         | görög       | Mariána Efsztratíu                   | Emísz foráme ton himóna anixiátika | Tavaszi ruhát viselünk télen | 12.      | 45       |
| Hollandia           | holland     | Maxine és Franklin Brown             | De eerste keer                     | Az első alkalom              | 9.       | 63       |
| Horvátország        | horvát      | Maja Blagdan                         | Sveta ljubav                       | Szent szerelem               | 19.      | 30       |
| Írország            | angol       | Eimear Quinn                         | The Voice                          | A hang                       | 2.       | 198      |
| Izland              | izlandi     | Anna Mjöll                           | Sjúbídú                            | Subidú                       | 10.      | 59       |
| Izrael              | héber       | Galit Bell                           | Shalom ’olam                       | Üdv, béke                    | 28.      | 12       |
| Lengyelország       | lengyel     | Kasia Kowalska                       | Chcę znać swój grzech              | Tudni akarom a bűnömet       | 15.      | 42       |
| Magyarország        | magyar      | Delhusa Gjon                         | Fortuna                            | —                            | 23.      | 26       |
| Málta               | angol       | Miriam Christine                     | In a Woman’s Heart                 | Egy nő szívében              | 4.       | 138      |
| Németország         | német       | Leon                                 | Blauer Planet                      | Kék bolygó                   | 24.      | 24       |
| Oroszország         | orosz       | Andrej Koszinszkij                   | Ja eto ja                          | Az vagyok, ami vagyok        | 26.      | 14       |
| Portugália          | portugál    | Lúcia Moniz                          | O meu coração não tem cor          | A szívemnek nincsen színe    | 18.      | 32       |
| Románia             | román       | Monica Anghel és Sincron             | Rugă pentru pacea lumii            | Ima a világbékéért           | 29.      | 11       |
| Spanyolország       | spanyol     | Antonio Carbonell                    | ¡Ay, qué deseo!                    | Ó, micsoda vágy!             | 14.      | 43       |
| Svájc               | francia     | Kathy Leander                        | Mon cœur l’aime                    | A szívem szereti őt          | 8.       | 67       |
| Svédország          | svéd        | One More Time                        | Den vilda                          | A vad                        | 1.       | 227      |
| Szlovákia           | szlovák     | Marcel Palonder                      | Kým nás máš                        | Amíg ott vagyunk neked       | 17.      | 36       |
| Szlovénia           | szlovén     | Regina                               | Dan najlepših sanj                 | A legszebb álom napja        | 19.      | 30       |
| Törökország         | török       | Şebnem Paker                         | Beşinci mevsim                     | Az ötödik évszak             | 7.       | 69       |

Megjegyzés: Finnország és Magyarország holtversenyben végzett az utolsó továbbjutó helyen, de Finnország jutott tovább, mert több magas pontszámot kapott.